# Utricularia chrysantha
Utricularia chrysantha är en tätörtsväxtart som beskrevs av Robert Brown. Utricularia chrysantha ingår i släktet bläddror, och familjen tätörtsväxter. Inga underarter finns listade i Catalogue of Life.

## Bildgalleri

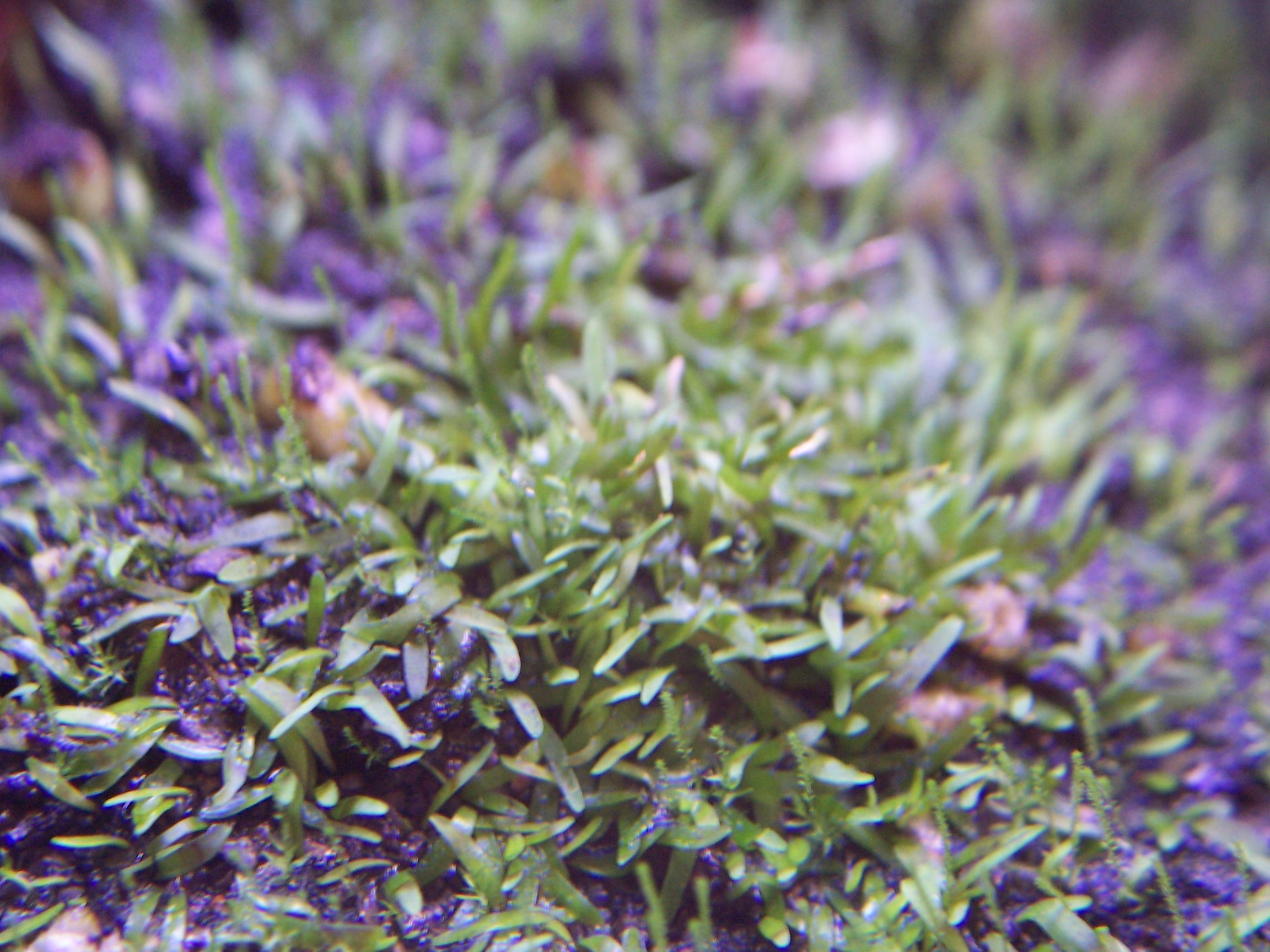
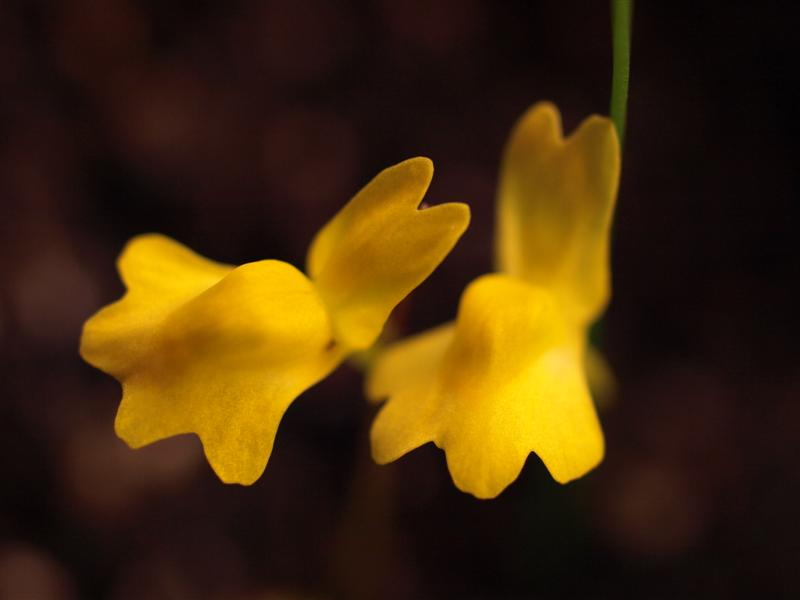